# Ếch cây bụng trắng
Ếch cây bụng trắng (tên khoa học Ranoidea caerulea) là một loài ếch cây bản địa Úc và New Guinea, là loài du nhập ở New Zealand và Hoa Kỳ. Loài này thuộc chi Litoria. Sinh lý học của nó giống vài loài cùng chi, đặc biệt là Litoria splendida và ếch cây khổng lồ (Litoria infrafrenata). Loài này có các tên gọi khác, như ếch cây Úc hay ếch cây trắng.
Ếch cây bụng trắng lớn hơn phần lớn loài ếch khác ở Úc, có chiều dài 10 cm (4 in). Tuổi thọ trung bình của loài này trong điều kiện nhốt là 16 năm. Loài này dễ dàng sống trong môi trường gần con người. Chúng đôi khi được tìm thấy trên cửa sổ hay trong nhà, ăn côn trùng bị ánh đèn thu hút. Ếch cây bụng trắng kêu hét để đe dọa kẻ thù, và rít lên khi bị chạm vào.
Ếch cây bụng trắng là vật nuôi phổ biến thế giới. Chất nhờn trên da chúng có tính sát khuẩn và sát virus có thể có ích cho ngành dược.

## Phân loại
Ếch cây bụng trắng thuộc về chi Litoria, chi này gồm nhiều loài đặc hữu Australasia. Tên "ếch cây White" là để vinh danh John White, người mô tả loài này năm 1790. Ếch cây bụng trắng là loài ếch đầu tiên của Úc được mô tả khoa học, mẫu vật ếch cây bụng trắng được thu thập bởi Sir Joseph Banks, nhưng đã bị phá hủy vì lần đánh bom của Đức vào bảo tàng Hunteria trong Thế Chiến thứ II.

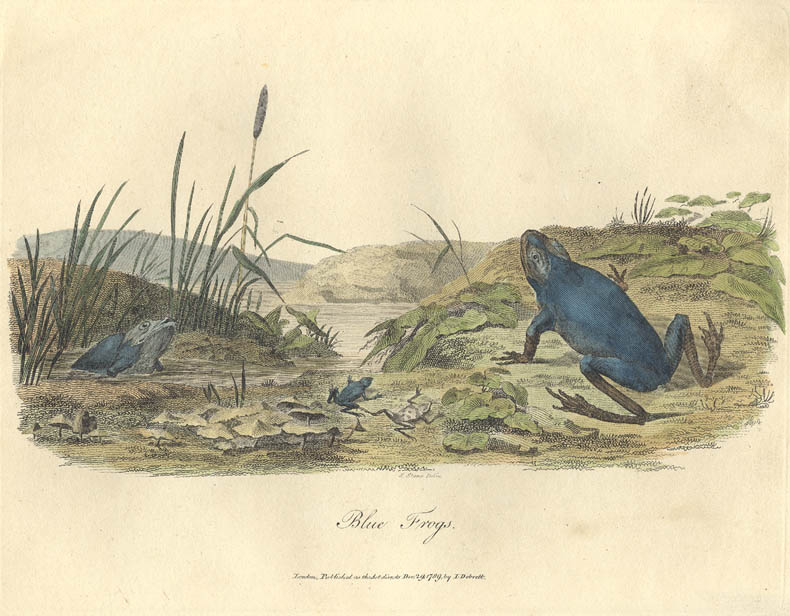
Một bức vẽ ếch cây bụng trắng, xuất hiện trong Journal of a Voyage to New South Wales của John White. Họa sĩ: S. Stone

Loài này ban đầu được gọi là "ếch xanh dương" (Rana caerulea) mặc dù nó màu lục. Mẫu vật White gửi tới Anh bị hư hại do chất bảo quản và chuyển màu xanh dương. Tên loài (caerulea) trong tiếng Latin nghĩa là xanh dương vẫn được giữ lại. Loài này còn được gọi là "ếch cây xanh", nhưng tên này cũng được dùng để gọi các loài ếch cây khác, ví dụ Hyla cinerea.

## Mô tả
Ếch cây bụng trắng có thể dài 10 cm (4 in). Màu sắc phụ thuộc vào nhiệt độ và môi trường, từ nâu tới lục; mặt bụng màu trắng. Đôi khi. các chấm nhỏ, trắng xuất hiện trên lưng chúng. Ngón chân có các giác bám lớn, giúp chúng bám chắc khi leo trèo. Mặt màu vàng với con ngươi nằm ngang. Màng chân dài khoảng một phần ba chiều dài ngón,và mỗi ngón chân có  ¾  mang Màng nhĩ (một màng giống màng tai) có thể dễ dàng trông thấy.
Mặc dù có phổi, chúng lấy oxy qua da, và muốn dễ lấy oxy, da phải thật ẩm. Một bất lợi của đa ẩm là mầm bệnh có thể phát triển trên đó, làm tăng bệnh tật. Để giải quyết điều này, chúng tiết ra peptide để diệt mầm bệnh. Chất tiết của ếch cây bụng trắng bao gồm caerin, một nhóm peptide có thể sát khuẩn. Nó cũng có caerulin, caerulin tác dụng giống CCK-8, một hoóc môn tiêu hóa và ngăn trở cơn đói. Nhiều peptide từ chất tiết ếch cây bụng trắng tiêu diệt HIV mà không làm tổn hại tế bào T.

### Nòng nọc

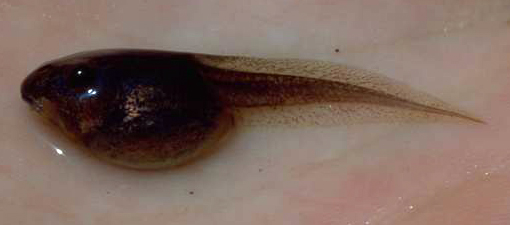
Nòng nọc

Chiều dài nòng nọc đao động từ 8.1 mm (mới nở) tới 44 mm. Nòng nọc ban đầu có đốm nâu, sắc tố tăng lên (từ xanh tới nâu) khi chúng lớn. Mặt bụng ban đầu tối màu rồi nhạt dần, khi trưởng thành có màu trắng. Trứng màu nâu, có đường kính khoảng 1.1–1.4 mm.